# Skytts härads sparbank
Skytts härads sparbank var en svensk sparbank för Skytts härad med huvudkontor i Trelleborg.
Banken var en av flera skånska häradssparbanker som grundades runt 1848 sedan befintliga sparbanker i Malmöhus län bestämt att insättningen från boende utanför verksamhetsområdet skulle begränsas. Reglementet antogs vid den 27 januari 1848 vid ett möte i Västra Tommarps prästgård och banken öppnade i Trelleborgs köping följande dag. Prosten Johannes Bruzelius (1793-1860) ledde arbetet med att bilda banken och blev dess första ordförande.
1868 grundades Trelleborgs stads sparbank. År 1917 flyttade även Klörup-Sparbanken till Trelleborg, varefter den relativt lilla staden hade tre sparbanker.
I augusti 1925 flyttade banken in i ett nytt huvudkontor vid Algatan 2, ritat av Rosell & Lindquist. Vid samma gatukorsning fanns även Lantmannabanken och Skandinaviska Kreditaktiebolaget, varför korsningen i folkmun fick namnet "Bankahörnan".
1957 uppgick Klörup-Sparbanken i Skytts härads sparbank som bytte namn till Skytts sparbank. 1965 gick Skytts sparbank och Trelleborgs sparbank samman för att bilda Söderslätts sparbank. Verksamheten har senare uppgått i Sparbanken Skåne 1984, Sparbanken Sverige 1992 och Föreningssparbanken 1997.
Under 1970-talet lämnade Söderslätts sparbank Skytts sparbanks gamla huvudkontor för ett nytt gemensamt kontor på Corfitz Beck Friisgatan.

## Källhänvisningar
1. ↑  Trelleborgs stads sparbank 1868-1943 : minnesskrift med anledning av sparbankens 75-årsjubileum, Emil Sommarin, 1943, s. 17-18
2. ↑  Trelleborgs stads sparbank 1868-1943 : minnesskrift med anledning av sparbankens 75-årsjubileum, Emil Sommarin, 1943, s. 19
3. 1 2  Från bankpalats till affärslokal Arkiverad 28 april 2017 hämtat från the Wayback Machine., Trelleborg kommun
4. ↑  Sparbankerna år 1965, Statistiska centralbyrån 1966